# گنبد نمکی جاشک
گنبد نمکی جاشک ( گنبد نمکی دشتی )  ناحیه وسیع و مرتفع شمالی کوه جاشک منتهی‌الیه جنوبی رشته کوه زاگرس، حدفاصل شهرستان دشتی و دیر در استان بوشهر که یکی از بزرگ‌ترین و فعالترین و زیباترین گنبدهای نمکی ایران و خاورمیانه و از جاذبه‌های طبیعی استان بوشهر است که در بهمن سال ۱۳۸۶ به عنوان اثر طبیعی ملی فسیلی به عنوان یکی از مناطق چهارگانه تحت مدیریت سازمان حفاظت محیط زیست به ثبت رسید. مهم‌ترین خصوصیات بارز و متفاوت کوه نمکی جاشک به نوع نمکهای این کوه نمکی، گنبدها و غارهای منحصر به فرد، آبشارها، بلورها و … می‌توان اشاره داشت.

## موقعیت جغرافیایی
گنبد نمکی جاشک (دشتی) در بخش کاکی  و بخش بردخون  و حدفاصل دو شهرستان متبوعشان دشتی و دیر در استان بوشهر (در فاصله ۱۴۴ کیلومتری جنوب شرق بندر بوشهر) قرار دارد. این گنبد شمال روستای جاشک در شهرستان دیر (در فاصله ۶۰ کیلومتری شهر دیّر و ۲۴ کیلومتری شهر بردخون) و شرق روستای گنخک در شهرستان دشتی (در فاصله ۵۵ کیلومتری شهر خورموج و ۱۵ کیلومتری شهر کاکی) قرار دارد.
این گنبد نمکی در دل کوه جاشک چیزی مانده به انتهای شمالی آن جا خوش کرده و مرتفع‌ترین قسمت کوه را تشکیل می‌دهد. طول آن شمال شرقی به جنوب غربی می‌باشد. جنوب آن روستای جاشک (شهرستان دیر)، غرب آن روستای گنخک، شرق آن روستای کردلان و شمال‌شرقی آن روستای درویشی (شهرستان دشتی) قرار دارد.
ناحیه شمال شرقی گنبد {\displaystyle {\dfrac {2}{3}}} از مساحت گنبد نمکی در محدودهٔ شهرستان دشتی و ناحیه جنوب غربی آن {\displaystyle {\dfrac {1}{3}}} از مساحت آن در محدودهٔ شهرستان دیر است و بیشترین و مهم‌ترین نقاط گردشگری و دیدنی در ناحیه جنوب غرب آن که شیب تندتری دارد قرار دارد.

## راه ارتباطی
دسترسی به سمت غرب گنبد نمکی با اتصال به جاده بوشهر - بندرعباس حدفاصل روستای جاشک (دیر) - گنخک (دشتی) که به وسیلهٔ جاده خاکی معدن قدیمی سنگ نمک که در منطقه فعالیت می‌کرده‌است حاصل می‌شود و در ابتدای این جاده محیط بانی آن احداث گردیده‌است. راه دسترسی به سمت شرق گنبد بعد از پل روستای کردلان (دشتی) از طریق جادهٔ خاکی است که به کوهپایه‌های گنبد نمکی منتهی می‌شود.

## ویژگی‌ها

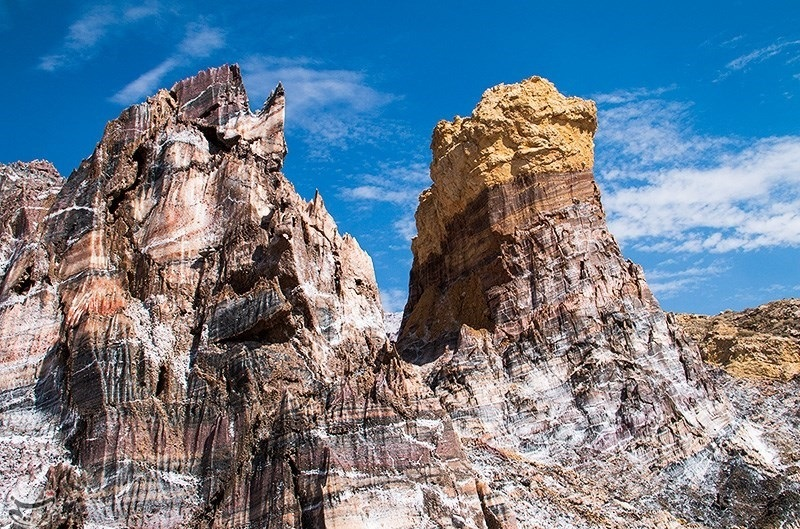
گنبد نمکی جاشک

این گنبد یا کوه نمکی در دل کوه جاشک با ۱۲ کیلومتر درازا و ۴٫۵ کیلومتر پهنا دارد. وسعت گنبد در حدود ۳۶۶۶ هکتار بوده و ارتفاع قلهٔ آن ۱۳۵۰ متر از سطح دریا می‌باشد.
موقعیت خاص گنبد نمکی جاشک (دشتی) که باعث شوری آب رودخانه مند گشته‌است شاید تنها عامل زیان‌رسان به منطقه باشد زیرا رودخانه تا قبل از روستای باغان شیرین و قابل شرب و استفاده کشاورزی می‌باشد. اما پس از عبور از کنار گنبد و دور زدن آن آب رودخانه با درصد زیادی شوری همراه می‌شود که نشان از فعالیت زیاد گنبد و روان بودن آب آن تا بستر رودخانه مند می‌باشد و در فصل پر بارش آب رودخانه سطح دشت‌های چغاپور و دشتی را فراگرفته و به‌علت تبخیر زیاد نمک بر روی سطح خاک باقی‌مانده و باعث شوری زمین‌های منطقه می‌گردد.

## بررسی‌های علمی
گنبدهای نمکی در سطح وسیعی از ارتفاعات زاگرس و ایران مرکزی رخ‌نمون شده‌است به‌طوری‌که قریب به ۱۱۴ گنبد نمکی در نواحی جنوب ایران به ویژه در استان‌های هرمزگان و بوشهر دیده می‌شود.
پدیده‌های زیبای گنبد نمکی جاشک (دشتی) عبارت‌ند از:
1. رنگ سفید نمکهای طعام گنبد به منطقه جلوه‌ای زیبا بخشیده‌است به نحوی که از جاده کنگان – بوشهر به صورت یک کوه برفی زیبائی در بخش شرقی دشت برهنه ظاهر شده‌است.
2. یخچالهای نمکی از جمله پدیده‌های زیبای این گنبد نمکی جاشک یا دشتی به‌شمار می‌رود و در ناحیه شمال غربی گنبد به وضوح دیده می‌شود این یخچالها که حاصل حرکت ثقلی توده‌های نمکی در جهت شیب زمین است در حاشیه کناره گنبد تشکیل می‌گردد و به دلیل مشابهت آن با یخچالهای یخی بدین نام شهرت یافته‌است.
3. آبشارهای زیبای نمکی یکی دیگر از ویژگی‌های گردشگری این گنبد نمکی است. این آبشارها که مسیر طبیعی جریان آب گنبد بوده‌است در فصول کم‌آبی به واسطه تبخیر کامل آب بلورهای زیبای نمکی ضخیمی در جهت جریان و به ویژه در مسیر آبشارها ایجاد شده‌است و منظره تماشائی آبشار نمکی را ایجاد نموده‌است. این پدیده در اواسط بهار تا تابستان و پائیز دیده می‌شود.
4. غارهای نمکی یکی دیگر از جلوه‌های تماشائی این گنبد نمکی است. این غارها که بر اثر انحلال رسوبات نمکی ایجاد می‌شوند در جای‌جای گنبد دیده می‌شود. در بخش‌های داخلی این غارها بلورهای نمک به صورت استالاگمیت و استالاکتیت جلوه‌ای دیدنی به غارها بخشیده‌است.
5. فرسایش آبی ایجاد شده بر نمکهای گنبد آثار زیبا و تماشائی را بر پهنه گنبد ایجاد نموده‌است. این آثار به صورت فرسایش پنجه‌ای یکی از آثار زیبای ژئو مورفولوژیکی را ایجاد نموده‌است.
6. تخت دیو یکی از زیباترین پدیده‌های زیبای فرسایشی این گنبد نمکی است که به دلیل اختلاف در میزان فرسایش‌پذیری سنگ‌ها به صورت ستونهایی در میان نمکهای گنبد ظاهر شده‌اند.
7. بلورهای نمک و بسیاری کانیهای غیرسیلیکاته نظیر پیریت و فلورین با تنوع رنگ و جلای فلزی و غیرفلزی آنان خیره‌کننده است. گنبد نمکی میزبان کانیها و بلورهای فراوانی است که در پهنه گنبد گسترده‌اند.
8. تنوع رنگ نمکهای صنعتی گنبد شگفت‌انگیز است. رنگهای متنوع قرمز، قهوه‌ای، سفید، زرد، سیاه و نارنجی نمکها یکی از ویژگی گنبد نمکی جاشک (دشتی) است.

نمک‌های سازنده این گنبد مربوط به سری هرمز بوده که به دلیل چگالی کم نمک نسبت به سنگ‌های پیرامونی و وجود گسل کازرون-قطر و لرزش‌های مکرر ناشی از آن، در اواخر دوره پرکامبرین و اوایل پالئوزوئیک تشکیل شده‌است. در حالی که این گنبد نمکی در حال بالا آمدن است، عوامل فرسایشی به‌تدریج از ارتفاع آن می‌کاهند. یکی از زیباترین پدیده‌های زیبای فرسایشی گنبد، «تخت دیو» می‌باشد که به دلیل اختلاف در میزان فرسایش‌پذیری سنگ‌های گنبد به صورت ستون‌هایی در میان نمک‌های گنبد ظاهر شده‌است.

## اثر ملی و جهانی

### اثر طبیعی ملی (سازمان حفاظت محیط زیست)
کوه نمک جاشک یا گنبد نمکی جاشک (دشتی) یکی از بزرگ‌ترین و فعالترین و زیباترین گنبدهای نمکی ایران و خاورمیانه و از جاذبه‌های طبیعی استان بوشهر به عنوان اثر طبیعی ملی فسیلی از مناطق چهارگانه تحت مدیریت سازمان حفاظت محیط زیست در بهمن سال ۱۳۸۶ به ثبت رسید که اکنون در اختیار محیط زیست قرار گرفته که محیط بانی نیمه‌ساخته شده آن در نزدیکی روستای جاشک از توابع دهستان آبدان شهرستان دیر در آینده نزدیک تکمیل و فعال می‌شود. مهم‌ترین خصوصیات بارز و متفاوت کوه نمکی جاشک به نوع نمکهای این کوه نمکی، گنبدها و غارهای منحصربه‌فرد، آبشارها، بلورها و… می‌توان اشاره داشت.

### اثر طبیعی (سازمان میراث فرهنگی)
گنبد نمکی جاشک همچنین هشتاد و هشتمین اثر طبیعی است که توسط سازمان میراث فرهنگی در ۲۰ بهمن ۱۳۸۹ در فهرست میراث طبیعی ایران قرار گرفت.

### اثر جهانی (یونسکو)
به گفته رئیس سازمان میراث فرهنگی، صنایع دستی و گردشگری کشور (در ۱۷ فروردین ۱۳۹۶): گنبد نمکی جاشک و سیراف دو اثر با ارزش جهانی استان بوشهر برای ثبت به سازمان یونسکو ارسال شده و در ثبت موقت قرار گرفته تا در فهرست آثار جهانی ثبت شود.